# Nate Dushku
Nate Dushku (ur. 8 czerwca 1977 w Bostonie jako Nathaniel Mark Dushku) – amerykański aktor, reżyser i producent filmowy. Jest najbardziej znany z udziałów w filmie Konspiracja.com oraz Reality Check. Do jego produkcji należy film Mapplethorpe.

## Filmografia

### Filmy
| Rok  | Tytuł                            | Rola             |
| ---- | -------------------------------- | ---------------- |
| 2001 | Konspiracja.com                  | Brian Bissel     |
| 2001 | Krwawy księżyc (film 2001)       | Whiffer          |
| 2002 | Klan wampirów                    | Tony             |
| 2002 | Reality Check                    | Gar              |
| 2003 | Learning Curves                  | Phil             |
| 2003 | Mój obiad z Jimim                | George Harrison  |
| 2005 | Zodiak                           | Scott Washington |
| 2006 | Kiss me again                    |                  |
| 2006 | Ostatnia wieczerza               |                  |
| 2008 | Abecadło mordercy                | Tim              |
| 2009 | Krwawa noc: Legenda Mary Hatchet | Alex             |
| 2012 | Sztuka = (Miłość)²               | Dean D'Agostino  |
| 2015 | Droga Albania                    |                  |
| 2018 | Mapplethorpe                     |                  |

### Seriale
| Rok  | Tytuł               | Rola            | Uwagi                                 |
| ---- | ------------------- | --------------- | ------------------------------------- |
| 1999 | Anioł ciemności     | uzbrojony rabuś | Odcinek 15 sezonu 4                   |
| 2000 | Felicity            | Reims           | Odcinki 4-5 sezonu 2                  |
| 2003 | Joan z Arkadii      | Clay Fisher     | Odcinek 5 sezonu 1                    |
| 2005 | Prawdziwe powołanie | Marty           | Odcinek 7 sezonu 1 Odcinek 3 sezonu 2 |
| 2010 | Człowiek – cel      |                 |                                       |
| 2010 | Dollhouse           | Clive           | Odcinek 13 sezonu 2                   |

## Życie prywatne
Nate Dushku jest orientacji homoseksualnej. Jego mężem jest Amnon Lourie.
Ma młodszą siostrę, Elizę, oraz starszych braci: Aarona i Benjamina.
Matka Nate’a Dushku nazywa się Judith Rasmussen i jest profesorką na Uniwersytecie Suffolk.
Ojciec, Philip R. Dushku, jest narodowości albańskiej, a jego dziadkowie od strony matki pochodzili z Danii i mieli też korzenie irlandzkie, brytyjskie i niemieckie. Jest nauczycielem w szkole Boston Public Schools.